# Akrazje
Akrazje (Acrasidae Poche, 1913) (łańcuszkorośla) – niewielka grupa organizmów o spornej przynależności systematycznej i randze taksonomicznej. Przez długi czas zaliczane do śluzowców, następnie do supergrupy Excavata w randze rodzaju.

## Charakterystyka
Organizmy jednokomórkowe tworzące pseudoplazmodia (agregacje przypominające śluźnie (plazmodia) śluzowców). Z zarodników kiełkują postacie pełzakowate, które żyją samodzielnie. Brak postaci wiciowca. Są one haplontami, a ich komórki są jednojądrowe. Stadium takie może trwać bardzo długo, a w przeciwieństwie do typowych śluzowców, plazmodia są krótkotrwałymi agregacjami, w których poszczególne komórki zachowują odrębność. Takie skupienie nazywane jest śluźnią rzekomą, nibyśluźnią, plazmodium agregacyjnym lub pseudoplazmodium. Powstaje zwykle w momencie niedoboru pożywienia. Przybiera ono wałeczkowaty kształt i wytwarza trzonkowate owocniki zwane sorokarpiami, złożone z żywych ameb. W odróżnieniu od typowych śluzowców, sorokarpia wytwarzają tylko łańcuszki zarodników, nie będąc okryte strukturami, które można by nazwać zarodnią. Sorokarpia są mikroskopijne, osiągając wyjątkowo długość 1 cm. Akrazje odżywiają się bakteriami. Żyją w glebie i odchodach zwierząt.

## Systematyka
Akrazje były długo uważane za specyficzną grupę śluzowców, o znacznej odrębności i niepewnych powiązaniach z innymi organizmami. W czasie, gdy pierwotniaki były dzielone na ameby i wiciowce, sugerowano pokrewieństwo typowych śluzowców z wiciowcami, a akrazji z amebami. Śluzowce były warunkowo zaliczane do grzybów, a akrazje uważano za słabo spokrewnione z resztą tej grupy, bliskie zwierzętom (a właściwie pierwotniakom wówczas zaliczanym do zwierząt), jako relikt z czasów przed podziałem jądrowców na rośliny, zwierzęta i grzyby. Miały wówczas rangę rzędu o nazwie Acrasiales (akrazjowce). W miarę odkrywania coraz większej odrębności nadawano im rangę klasy Acrasiomycetes (akrazjowe), a następnie gromady Acrasiomycota (akrazje). Pod koniec XX w. z akrazji wydzielono grupę dikcjostelowych (Dictyosteliidae), której przedstawiciele we wcześniejszych opracowaniach byli przedstawiani jako organizmy modelowe dla wszystkich akrazji. Właściwe akrazje (z rodziny Acrasidae) od dikcjostelowych różnią się budową zarodników. U dikcjostelowych otoczone są one celulozową ścianą komórkową, a u właściwych akrazji są nagie. Akrazje (rodzina Acrasidae) okazały się bliżej spokrewnione z grupą Schizopyrenida. Wraz z tą grupą (pod nazwą Vahlkampfiidae), a także rodziną Gruberellidae i kilkoma gatunkami łączone są w grupę Heterolobosea skupiającą pełzakowate lub wiciowcowate protisty o swoistej budowie nibynóżek, mitochondriów itp., a ta z kolei wchodzi w skład grupy Excavata, obejmującej również m.in. Euglenozoa. Dikcjostelowe są w tym systemie nadal zaliczane do śluzowców.